# Omega (группа)
Omega («оме́га») — венгерская рок-группа, основанная в 1962 году в Будапеште. Одна из культовых групп Венгрии, пионеры рок-музыки в стране.

## История
Omega — одна из наиболее известных венгерских музыкальных групп. Основана в сентябре 1962 года в Будапеште клавишником Ласло Бенкё (1943 - 2020) и гитаристом Яношом Кобором (1943 - 2021). Кроме них, в первоначальном составе группы были второй гитарист Ференц Торноцки, барабанщик Тамаш Кюнстлер и бас-гитарист Иштван Варшаньи. В первой половине 1960-х состав несколько раз менялся, в группе успели поработать много талантливых музыкантов, в том числе саксофонист Питер Ланг (Láng Péter), будущий участник команды «Hungária», гитарист Андраш Ковачич (Kovacsics András), позднее игравший в группах «Olympia», «Syconor» и «Universal», и саксофонист Тамаш Шомло, который перешёл в «Kex». В 1964 году к коллективу присоединился барабанщик Йожеф Лаукс (Laux József), ранее игравший в «Benkó Dixieland Band». В 1967 году в группу из команды «Olympia» перешёл гитарист Дьёрдь Мольнар, а из группы «Scampolo» — бас-гитарист Тамаш Михай и клавишник Габор Прессер, который начал писать песни для группы. В 1970 году группа представила Венгрию на Yamaha Фестивале в Токио, где заняла престижное 3-е место. В 1971 году Йожеф Лаукс и Габор Прессер ушли из «Omega» и создали свой собственный проект «Locomotiv GT», а к группе присоединился ударник Ференц Дебрецени, перешедший из группы «Neoton».
В течение более чем 48 лет состав группы был следующим:
- Янош Кобор † («Меки»), вокал;
- Дьёрдь Мольнар («Элефант»), гитара;
- Ласло Бенкё † («Лаци»), клавишные, вокал;
- Тамаш Михай † («Миши»), бас, вокал;
- Ференц Дебрецени («Цики»), ударные.

В этом составе группа записала более 10 альбомов в период с 1972 по 1987 год, многие из которых были записаны как на венгерском, так и на английском языках. Кроме того, отдельные участники группы (Прессер, Бенкё, Михай) в начале 1980-х выпустили сольные альбомы с электронной инструментальной музыкой.
Группе Omega принадлежит рекорд Венгрии среди венгерских исполнителей по общему числу проданных в Венгрии записей — более 7 млн экземпляров альбомов и синглов. (Второе место занимает группа «Neoton Familia»). Также группе Omega принадлежит рекорд Венгрии среди венгерских исполнителей по числу продаж конкретного альбома: альбом «Gammapolis» (1979) был продан в количестве более 700 тысяч копий. (Рекорд среди синглов также принадлежит группе «Neoton Familia»: было продано более 400 000  копий их сингла «Sandokan» (1983))
После нескольких лет неактивности группа была реорганизована в 1994 году. Бывший участник группы Габор Прессер выступал с группой на концертах и участвовал в записи нескольких треков к альбому Trans And Dance (1995).
Omega добилась огромного международного успеха благодаря записям на разных языках и турам по Великобритании и Германии. Их песня 1969 года «Gyöngyhajú lány» («Девушка с жемчужными волосами») стала международным хитом и была исполнена с другими словами и под названием «White Dove» группой «Scorpions» на концерте в 1995 году.
Весной и летом 2006 года группа провела тур «EurOmega 2006», в том числе с концертами в Венгрии, Словакии, Румынии.
В 1984 году известный венгерский режиссёр Миклош Янчо снял документальный фильм об этом музыкальном коллективе «Omega, Omega, Omega».
В 2013 году группа была награждена премией Кошута.
6 декабря 2021 года на 79-м году жизни умер фронтмен и вокалист группы Янош Кобор. С его уходом группа окончательно прекратила своё существование.

## Дискография

### Венгерские студийные альбомы
- Trombitás Frédi és a rettenetes emberek (1968, из соображений маркетинга название группы в альбоме было изменено на Omega Red Star)
- 10 000 lépés (1969)
- Éjszakai országút (1970, № 1 в годовом TOP10 Slágerlistá'70)
- 200 évvel az utolsó háború után (записан в 1972, но не выпускался до 1998 года из-за запрета члена комитета по цензуре Венгерской Звукозаписывающей Компании Петера Эрдёша, № 4 в годовом TOP10 Slágerlistá'72)
- Omega 5 (1973, № 1 в годовом TOP10 Slágerlistá'73; ремастированная версия (с изменённым порядком следования песен) была выпущена под названием Szvit в 1999 году)
- Omega 6: Nem tudom a neved (1975, № 4 в годовом TOP10 Slágerlistá'75; ремастированная версия (с изменённым порядком следования песен и бонус-треками) была выпущена под названием Tűzvihar — Stormy Fire в 2001 году)
- Omega 7: Időrabló (1977, № 2 в годовом TOP10 Slágerlistá'77; ремастированное издание, включающее венгерскую и английскую версии альбома, выпущено под названием Időrabló — Time Robber в 2002 году)
- Omega 8: Csillagok útján (1978, № 1 в годовом TOP10 Slágerlistá'78; ремастированное издание, включающее венгерскую и английскую версии альбома, выпущено под названием Csillagok útján — Skyrover в 2002 году)
- Gammapolis (1979 — самый популярный альбом группы, продано более 650 000 экземпляров, № 1 в годовом TOP10 Slágerlistá'79; ремастированное издание, включающее венгерскую и английскую (без двух композиций) версии альбома, выпущено под названием Gammapolisz — Gammapolis в 2002 году)
- Omega X: Az arc (1981, № 7 в годовом TOP10 Slágerlistá'81)
- Omega XI (1982)
- Omega 12: A föld árnyékos oldalán (1986, № 6 в годовом TOP10 Slágerlistá'86)
- Omega XIII: Babylon (1987, № 5 в годовом TOP10 Slágerlistá'87)
- Trans And Dance (1995; ремастированная версия (с одним бонус-треком и изменённой обложкой — такой же, как на английской версии) выпущена в 2004 году под названием Transcendent — Венгерская версия)
- Omega XV: Egy életre szól (1998)
- Omega XVI: Égi jel (2006)
- Testamentum (2020) (концептуальный альбом, который подводит итоги их карьеры и, как ранее заявил Янош Кобор (Меци), является своего рода наставлением для потомков. Выпуск альбома был омрачён тремя смертями в конце 2020 года: их звукорежиссёр Ласло Немеш, один из основателей группы, клавишник Ласло Бенке, а затем их бывший басист Тамаш Михай).

### Английские студийные альбомы
- Omega Red Star From Hungary (1968; с октября 2007 доступен на CD. Вокал — Тамаш Михай)
- Omega (1973)
- 200 Years After The Last War (1974)
- Omega III (1974)
- The Hall Of Floaters In The Sky (1975)
- Time Robber (1976)
- Skyrover (1978)
- Gammapolis (1979)
- Working (1981)
- Transcendent (1996); вместо Яноша Кобора в записи участвовал Эдвин Балог
- Также в 1997 году был выпущен альбом с записями 1973 года, содержащий версии песен группы на немецком языке, — Das Deutsche Album.

### «Живые» записи
- Élő Omega (1972, выпущен вместо 4-го студийного альбома группы)
- Élő Omega Kisstadion 79 (1979]; a 2-LP set)
- Live At The Kisstadion 79 (1979)
- Kisstadion 80 (1981)
- Jubileumi Koncert (1983)
- Népstadion 1994 Omegakoncert No. 1: Vizesblokk (1994)
- Népstadion 1994 Omegakoncert No. 2: Szárazblokk (1994)
- Az Omega összes koncertfelvétele 1. (1995, с «живыми» записями 1960-х и 1970-х годов)
- Az Omega összes koncertfelvétele 2. (1995, с «живыми» записями 1980-х и 1990-х годов)
- Népstadion 1999 (1999, выпущен на 2-х CD-дисках и на DVD)
- Napot hoztam, csillagot (2004)

В 2010 году вышел альбом Omega Rhapsody, содержащий старые песни группы, исполненные заново совместно с симфоническим оркестром. Часть песен в этом альбоме исполняется на венгерском языке, часть — переводы на английский. В Omega Rhapsody вошли песни Tower Of Babel (в оригинале — Babylon), Silent Garden (венгерский оригинал — Égi Harangok) и Break The Chain (Minden Könnycseppért Kár) из англоязычного альбома 1996 года Transcendent, но в этой записи их исполняет уже сам Янош Кобор.